# Gudhems, Kåkinds, Valle och Vilske häraders domsaga
Gudhems, Kåkinds, Valle och Vilske häraders domsaga var en domsaga i Skaraborgs län, bildad 1680. Den upphörde 1864 och området överfördes till Gudhems och Kåkinds domsaga och Skånings, Valle och Vilske domsaga.
Domsagan lydde under Göta hovrätt.

## Tingslag
- Gudhems tingslag
- Kåkinds tingslag
- Valle tingslag
- Vilske tingslag

## Häradshövdingar
- 1680–1682 Magnus Gabriel Lagerhjelm
- 1682–1695 Gustaf Ryding
- 1695–1715 Lars Collin
- 1716–1736 Jonas Lundin
- 1736–1755 Johan Braunerhielm
- 1756–1776 Alexander Löfvenskjöld
- 1777–1807 Georg Arsenius
- 1807–1844 Jonas Swalander
- 1845–1863 John Erik Swalander